# Ankylopteryx rieki
Ankylopteryx rieki là một loài côn trùng trong họ Chrysopidae thuộc bộ Neuroptera. Loài này được Tim R. New miêu tả năm 1980.